# 埃西爾區 (阿克莫拉州)
51°57′20″N 66°24′15″E / 51.9555°N 66.4043°E

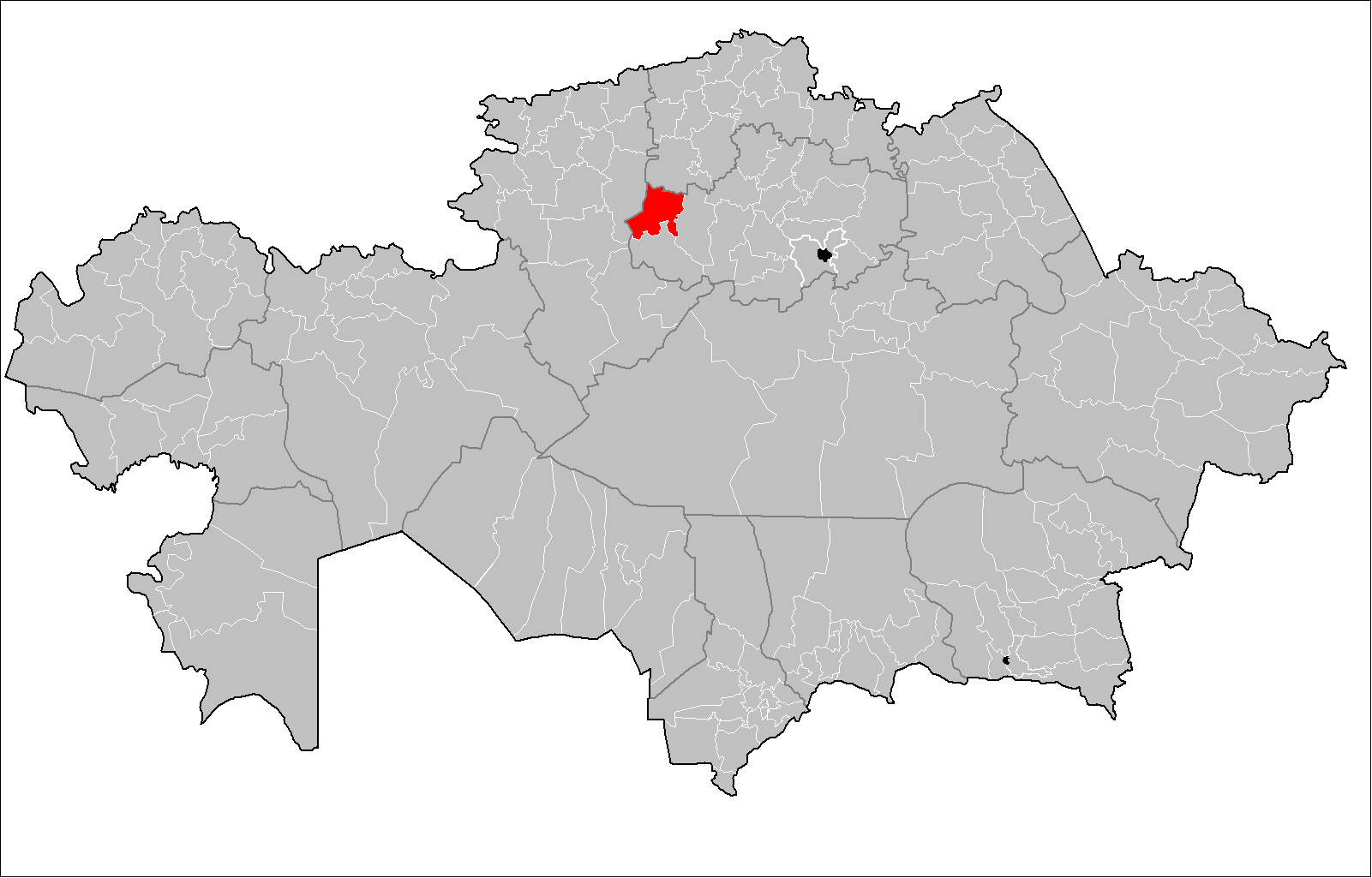

埃西爾區是哈薩克斯坦的行政區，位於該國北部，由阿克莫拉州負責管轄，首府設於埃西爾，始建於1936年，面積8,000平方公里，2013年人口26,307。